# Pedro Pinchas Geiger
Pedro Pinchas Geiger (Rio de Janeiro, 18 de fevereiro de 1923) é um geógrafo brasileiro que propôs, em 1967, uma nova divisão regional do Brasil, diferente da adotada atualmente, levando em conta não apenas os aspectos naturais, mas também os humanos e o processo histórico de formação do território do país, em especial a industrialização.

## Biografia
Graduou-se em Geografia (1939–1943) na Universidade Federal do Rio de Janeiro (UFRJ), mesma universidade em que concluiu seu doutorado em 1970. Teve como orientador o professor Delgado de Carvalho. Especializou-se em geografia urbana e industrial e é considerado um dos principais pesquisadores da segunda geração do Conselho Nacional de Geografia do Instituto Brasileiro de Geografia e Estatística (IBGE), onde ingressou em 1942. Inicialmente, trabalhou na área de geografia física, mas, pouco a pouco, orientou suas pesquisas para os campos da urbanização e da industrialização, inaugurando uma nova linha de pesquisa, que se preocupou com as transformações econômico-sociais ocorridas nas áreas rurais periféricas aos grandes centros urbanos. Os estudos sobre os processos de ocupação rural-urbana desenvolvidos na Baixada Fluminense (RJ), entre 1951 e 1953, são os exemplos mais característicos. 
Uma questão importante observada por Geiger é a vinculação com a Presidência da República, que os primeiros chefes da geografia do IBGE - Christovam Leite de Castro, Jorge Zarur e Fábio de Macedo Soares Guimarães - demonstravam possuir no início dos anos de 1920. Para ele, a estruturação das principais linhas de poder acadêmico e administrativo do IBGE, até o final da década de 1960, resultou das interações e conflitos que permearam a trajetória profissional desses geógrafos.
Possui uma valiosa produção com mais de 70 títulos, entre livros e artigos em revistas especializadas. Na década de 1970, engajou-se no movimento chamado Geografia Quantitativa, que vigorou fortemente no IBGE e no Departamento de Geografia da Universidade Estadual Paulista – UNESP de Rio Claro. Após aposentar-se, em 1984, intensificou suas atividades acadêmicas como Professor Visitante na Universidade Federal do Rio de Janeiro (1994-1995).
Em 29 de abril de 2024 recebeu o título de Doutor Honoris Causa pela Uerj (Universidade do Estado do Rio de Janeiro), o mais importante título conferido pela instituição.

## Divisão geoeconômica do Brasil
Na década de 1960, Geiger elaborou uma divisão regional que é muito utilizada ainda hoje nas escolas brasileiras. Ele identificou 15 regiões brasileiras e agrupou-as em três grandes conjuntos regionais: a Amazônia, o Nordeste e o Centro-Sul. Para chegar a essa divisão, Geiger considerou aspectos econômicos, com base nas atividades predominantes e também as diferentes maneiras de ocupação, produção e organização do território brasileiro. As grandes regiões por ele identificadas são chamadas de regiões geoeconômicas ou complexos regionais. Essa divisão regional desconsidera os limites estaduais, representado com maior evidência as formas de ocupação e organização do território brasileiro. 